# 水上村 (千葉県)
水上村（みずかみむら）は、千葉県長生郡（長柄郡）にかつて存在した村である。現在の長柄町の南西部に位置している。
村名は一宮川支流の水上川に由来する。長柄町立水上小学校などにその名をとどめる。

## 沿革
- 1889年（明治22年）4月1日 - 町村制施行により大庭村、高山村、大津倉村、田代村、刑部村、金谷村、深沢村、笠森村が合併して長柄郡水上村が発足。
- 1897年（明治30年）4月1日 - 長狭郡、上埴生郡が統合されて長生郡となる。
- 1955年（昭和30年）
  - 4月1日 - 一部の地域（深沢、笠森）が長南町に編入。
  - 4月29日 - 長柄村、日吉村と合併し、長柄町を新設。同日水上村廃止。

## 名所・旧跡
- 笠森寺